# ماریا پارسینن
ماریا پَرسّینِن (به انگلیسی: Marja Pärssinen) (زادهٔ ۱۳ مارس ۱۹۷۱) شناگر اهل فنلاند است.